# Marie-Thérèse Cheroutre
Marie-Thérèse Cheroutre, née le 17 mai 1924 à Sète et morte le 4 janvier 2020 dans la même ville, est une historienne française, spécialiste du scoutisme. Elle a été commissaire générale des Guides de France de 1953 à 1979.

## Biographie
Née le 17 mai 1924 à Sète, Marie-Thérèse Cheroutre découvre le guidisme juste avant la Seconde Guerre mondiale.
Elle suit des études en psychologie et sociologie à la faculté de Clermont-Ferrand puis de lettres et philosophie à la faculté des lettres à Montpellier où elle enseigne dans un collège.
Elle est appelée à Paris en 1953 par les Guides de France dont elle sera la commissaire générale jusqu’en 1979,. 
Dès 1955, Marie-Thérèse Cheroutre est élue au Haut-Comité de la Jeunesse et d’Outre-Mer. Elle occupe une place stratégique au sein de cette instance de concertation entre l’État et les mouvements de jeunesse : elle y siège dès 1959 aux côtés de Maurice Herzog, haut-commissaire à la Jeunesse et aux Sports. Elle y restera jusqu’en 1975. Elle fait partie d’un noyau de dirigeants engagés, comme Pierre Mauroy qui fonde en 1951 la fédération nationale Léo-Lagrange. Ensemble, ils suscitent la création du Groupe d’études et de rencontres des organisations de jeunesse et d’éducation populaire (GEROJEP) en 1958 ainsi que le Conseil national des associations de jeunesse et d’éducation populaire (CNAJEP) en 1968. Ces deux instances marquent une avancée dans le dialogue laïque-confessionnel et une meilleure représentation collective des associations de jeunesse. Elle siège au bureau de ces deux organismes.
Elle fait partie du premier conseil d’administration de l’Office franco-allemand pour la jeunesse (l’OFAJ), voulu par le chancelier Adenauer et le général de Gaulle, à l’occasion du Traité de l’Élysée. L’office a mission d’élaborer les conditions de rencontres dont bénéficieront des millions de jeunes. De 1959 à 1965, elle assure une mission d’expertise à la Commission française de l’UNESCO qui, en 1981, attribue au mouvement scout le premier Prix UNESCO de l'éducation pour la paix.
Entre 1957 et 1981, elle fait partie des délégations du scoutisme féminin français aux conférences de l’Association mondiale des guides et éclaireuses (AMGE). En 1975, elle participe au comité d’organisation du congrès de Berlin-Est des ONG féminines, avec le parrainage de l’ONU.
La période du Concile Vatican II, précédée par les congrès mondiaux des laïcs, suscite le développement des organisations internationales catholiques (OIC). Les associations catholiques, membres de l’AMGE, créent la Conférence internationale catholique du guidisme (CICG) reconnue en 1963 par le Saint-Siège. Elle en est la première secrétaire générale jusqu’en 1972. De 1966 à 1972, elle est vice-présidente de la Conférence mondiale des OIC. Elle organise des rencontres entre les organisations internationales de jeunesse relevant du Conseil œcuménique des Églises et les OIC en lien avec le Saint-Siège, pour un dialogue actif avec la CICG.
En 1978, elle publie dans le quotidien Le Monde un article intitulé Éducation et mixité, qui est un plaidoyer pour le guidisme dans le combat féministe.
Elle est vice présidente du Conseil national de la vie associative (CNVA) de 1983 à 1993.
En 1984, elle est nommée au Conseil économique et social (devenu le CESE), puis reconduite en 1989. Elle préside le groupe des associations de 1985 à 1993, jusqu’à la fin de son deuxième mandat, et rédige deux rapports centrés sur la vie associative et le bénévolat dont L’essor et l’avenir du bénévolat, facteur d'amélioration de la qualité de la vie en 1989.
Elle obtient un doctorat en histoire contemporaine, sous la direction d’Antoine Prost à l’université Panthéon-Sorbonne en 2000. Restée proche des Scouts et Guides de France après la fusion des deux mouvements en 2004, elle poursuit ses recherches et participe à de nombreux colloques et publications.
Marie-Thérèse Cheroutre participe également aux travaux de La Fonda (Laboratoire d'idées de la vie associative) pour valoriser la vie associative, de l'Association scientifique pour le développement de l'économie sociale (ADDES), de l'association « Mémoire et racines de l'éducation populaire » ainsi que de l'association « Mémoires vives des centres sociaux » composée d’anciens dirigeants de Mouvements de Jeunesse, soucieux de conserver et d’exploiter les archives souvent négligées d'un secteur qui a marqué le XXe siècle. À ce titre, elle siège entre 1999 et 2013 au comité scientifique du Pôle des archives des associations de jeunesse et d'éducation populaire (PAJEP), pour accueillir et faire connaître aux chercheurs les archives des associations afin de susciter les travaux de recherche. 
Marie-Thérèse Cheroutre est membre d’honneur des Scouts et Guides de France jusqu’à son décès le 4 janvier 2020 à Sète à l’âge de 95 ans. Elle est inhumée au cimetière marin de cette ville le 8 janvier suivant,.

## Distinctions
- Officière de la Légion d'honneur (1989)[7],[14]
- Officière de l'ordre national du Mérite[7] (1982)

## Publications
- L’essor et l’avenir du bénévolat, facteur d’amélioration de la qualité de la vie, Paris, Direction des journaux officiels, 1989, 105 p.  (ISBN 978-2-11-072660-5)
- Exercice et développement de la vie associative dans le cadre de la loi du 1er juillet 1901, Paris, Direction des journaux officiels, 1993. 225 p.  (ISBN 978-2-11-073442-6)

- Le scoutisme : quel type d'hommes et quel type de femmes ? : quel type de chrétiens ?, avec Gérard Cholvy, Paris, Éditions du Cerf, 1994, 515 p.  (ISBN 978-2204050661)[15]
- Le scoutisme au féminin : histoire des Guides de France de 1923 à 1998, Paris, Éditions du Cerf, 2002, 628 p.  (ISBN 978-2204067508)[16],[17],[18].

## Vidéo
- Marie-Thérèse Cheroutre : guide, militante et historienne, vidéo réalisée par les Archives départementales du Val-de-Marne et le PAJEP, 2020